# Castell de Pontós
El castell de Pontós són unes restes de l'antic castell del municipi de Pontós (Alt Empordà) declarades bé cultural d'interès nacional.

## Descripció
El Castell de Pontós està situat a cinc-cents metres del poble, al cim d'un turó. El que en queda avui en dia són vestigis que permeten endevinar la planta, rectangular, molt allargada. L'aparell és de carreus mal escairats d'arenosa i conglomerat, juntament amb còdols escapçats, que formen filades. Trobem un segment de la muralla d'uns deu metres de llarg per vuit d'alt atalusssat. A la part superior hi ha dos restes d'espitlleres petites. Del mur septentrional del recinte, només se'n veuen sobresortir del sòl escassos fragments constructius. El que es conserva del llenç de ponent és degut a haver servit de paret d'una de les cases del recinte murat, edifici actualment en ruïnes. A l'extrem nord de l'esplanada hi ha una cisterna i un pou amb un brocal circular i fet amb pedres de calcària allisades.

## Història
Era un castell termenat documentat el 1087.